# Sandracottus mixtus
Sandracottus mixtus är en skalbaggsart som först beskrevs av Blanchard 1843.  Sandracottus mixtus ingår i släktet Sandracottus och familjen dykare. Inga underarter finns listade i Catalogue of Life.